# Taura (Guayas)
Taura ist eine Ortschaft und eine Parroquia rural („ländliches Kirchspiel“) im Kanton Naranjal in der ecuadorianischen Provinz Guayas. Die Parroquia besitzt eine Fläche von 931,1 km². Die Einwohnerzahl lag im Jahr 2010 bei 10.786.

## Lage
Die Parroquia Taura liegt im Küstentiefland östlich der Großstadt Guayaquil. Der Río Taura fließt entlang der nordwestlichen und westlichen Verwaltungsgrenze nach Süden und mündet in das Ästuar des Río Guayas. Im Süden reicht das Verwaltungsgebiet bis zum Río Cañar. Die Fernstraße E25 (Milagro–Naranjal) durchquert das Gebiet in südlicher Richtung. Der Hauptort Taura befindet sich am linken Flussufer des Río Taura unmittelbar unterhalb der Einmündung des Río Culebras. Taura befindet sich 42 km nordnordwestlich vom Kantonshauptort Naranjal. Die E704 verbindet Taura mit den Fernstraßen E25 und E49A (Durán–Virgen de Fátima).
Die Parroquia Taura grenzt im Westen an das Municipio von Guayaquil, im Nordwesten an das Municipio von Durán, im Norden an die Parroquias Virgen de Fátima und Pedro J. Montero (beide im Kanton San Jacinto de Yaguachi) und dem  Kanton El Triunfo, im Osten an die Provinz Cañar mit den Parroquias Manuel de J. Calle und Pancho Negro (beide im Kanton La Troncal) sowie im Süden an die Parroquias San Carlos, Jesús María und Santa Rosa de Flandes.

## Geschichte
Die Parroquia Taura wurde am 28. Mai 1878 gegründet. Am 7. November 1960 wurde sie Teil des neu geschaffenen Kantons Naranjal.

## Ökologie
Der Südwesten der Parroquia liegt im Schutzgebiet Reserva Ecológica Manglares Churute.